# Казымова, Алина Александровна
Алина Александровна Казымова (6 апреля 1998, Верещагино, Пермский край, Россия) — бывшая российская женщина-борец вольного стиля, призёр чемпионатов России, мастер спорта России. 

## Карьера
Является воспитанницей ДЮСШ города Верещагино. Ныне представляет УОР Якутска. В июне 2013 года одержала победу на чемпионате Европы среди кадетов в черногорском Баре. В августе 2013 года в сербском Зренянине на чемпионате мира среди кадетов завоевала серебряную медаль. В мае 2014 года в болгарском Самокове стала бронзовым призёром чемпионата Европы среди кадетов. В июне 2014 года в словацкой Снине заняла второе место на чемпионате мира среди кадетов. В августе 2015 года в сербской Суботице выиграла чемпионат Европы среди кадетов. В июне 2016 года на чемпионате России в Санкт-Петербурге бронзовую. В июне 2017 года в Каспийске во второй раз завоевала бронзу чемпионата страны. В сентябре 2020 года в Казани, уступив в финале Любови Овчаровой, стала серебряным призёром чемпионата России.

## Спортивные результаты
- Чемпионат Европы среди кадетов 2013 — ;
- Чемпионат мира среди кадетов 2013 — ;
- Чемпионат Европы среди кадетов 2014 — ;
- Чемпионат мира среди кадетов 2014 — ;
- Чемпионат Европы среди кадетов 2015 — ;
- Чемпионат России по женской борьбе 2016 — ;
- Чемпионат России по женской борьбе 2017 — ;
- Чемпионат России по женской борьбе 2020 — ;